# Становець (річка)
Становець — річка  в Україні, у  Хустському й Тячівському  районах Закарпатської області, права притока Тереблі (басейн Дунаю).

## Опис
Довжина річки приблизно 9 км. Формується з багатьох безіменних струмків. 

## Розташування
Бере  початок на південних схилах гірської вершини Куза. Тече переважно на південний схід через село Драгово і на східній околиці Чумальово впадає у річку Тереблю, праву притоку Тиси.
Річку перетинає автомобвльна дорога Т 0720.